# Vrijzinnig-Democratische Bond
De Vrijzinnig-Democratische Bond (VDB) was een progressief-liberale politieke partij in Nederland.
De VDB is opgericht in 1901 en in 1946 opgegaan in de PvdA.

## Geschiedenis

### Ontstaan en eerste periode (1901-1918)
Progressieve liberalen splitsen zich in 1892 op initiatief van de kiesvereniging (lokale afdeling) Amsterdam van de Liberale Unie af en vormen de Radicale Bond. De Radicale Bond wordt geleid door Willem Treub. De partij staat voor een verregaande uitbreiding van het kiesrecht en van de sociale wetgeving. Zij is sterk beïnvloed door het kathedersocialisme.
In 1901 legt het bestuur van de Liberale Unie aan de partijvergadering voor om al haar kamerkandidaten te binden aan het algemeen kiesrecht. Nadat de partijvergadering deze binding afwijst, treden het partijbestuur, delen van de kamerfractie en een deel van de kiesverenigingen uit de partij. Zij verbinden zich met de Radicale Bond en fuseren tot de Vrijzinnig-Democratische Bond.
De nieuwe partij noemt zich niet liberaal, maar neemt wel feitelijk de plaats van een progressief-liberale partij in.
De partij streeft naar hervorming van het ontstane kapitalisme en - onder leiding van Aletta Jacobs - naar vrouwenkiesrecht. Met geestverwanten uit de Liberale Unie legt de partij de grondslag voor het stelsel van sociale zekerheid.
Van 1905 tot 1908 maakt de partij deel uit van de liberale minderheidsregering-De Meester.
Na de verkiezingen van 1913, die door de liberale partijen worden gewonnen, tracht partijleider Dirk Bos een coalitie met de sociaaldemocraten (SDAP) te vormen. Deze poging mislukt en de VDB treedt toe tot een liberale minderheidsregering. Doel is invoering van het algemeen kiesrecht en het staatspensioen. Na een regeling met de confessionele partijen wordt een grondwetshervorming gerealiseerd. Het nieuwe kiesstelsel, gebaseerd op evenredige vertegenwoordiging, leidt tot een kleinere rol voor de VDB en de andere liberale partijen.
Wel slaagt de partij er in 1919 in het vrouwenkiesrecht door het parlement te krijgen. Hiertoe dient Henri Marchant, die de in 1916 overleden Dirk Bos opvolgde als fractievoorzitter en politiek leider, op 15 mei 1919 een initiatief-wetsontwerp in.

### Interbellum (1919-1940)
In het gehele interbellum blijft de VDB een kleine partij. Voor en tijdens de Tweede Wereldoorlog keert de partij zich fel tegen het nationaalsocialisme, maar ook tegen de toenemende maatschappelijke invloed van de rooms-katholieke zuil. Nadat Henri Marchants geheimgehouden bekering tot het katholicisme in 1934 openbaar werd, werd hij uit de VDB gestoten. De partij werd, evenals de overige democratische en antidemocratische politieke partijen en bewegingen met uitzondering van de NSB, in 1941 verboden door de Duitse bezetter.

### Na de oorlog
Als gevolg van de doorbraakgedachte fuseert de VDB in 1946 met de SDAP tot de Partij van de Arbeid. Een deel sluit zich aan bij de nieuwe liberale Partij van de Vrijheid (PvdV).
Op 4 oktober 1947 verlaat oud-VDB-partijleider Pieter Oud met 71 oud-VDB leden de PvdA en start het Comité ter voorbereiding van een Democratische Volkspartij en verbindt zich vervolgens met de Partij van de Vrijheid. Dit leidt tot de oprichting van de Volkspartij voor Vrijheid en Democratie op 24 januari 1948.
In 1953-1954 werd er onder leiding van Klaas Bijlsma een poging gedaan de VDB te heroprichten, zie Vrijzinnig-Democratische Bond (1953). Deze poging was echter geen succes.
Het vrijzinnig-democratisch gedachtegoed blijft politici van zowel de PvdA als de VVD inspireren. Velen van de in 1966 opgerichte partij Democraten 66 beschouwen deze partij als herleving van de VDB.

## Partijprominenten
- Philip Kohnstamm, partijvoorzitter 1907-1918
- David van Embden, lid Eerste Kamer 1918-1946 (halfbroer van Tweede Kamerlid Mien van Itallie-van Embden)
- Dirk Bos, lid Tweede Kamer, fractievoorzitter 1901-1916
- Henri Marchant, minister van Onderwijs 1933-1935 en partijleider
- Pieter Oud, minister van Financiën 1933-1937, burgemeester van Rotterdam 1938-1941 en 1945-1952, politiek leider van de VVD 1948-1963
- Jan Schilthuis, lid Tweede Kamer 1933-1956 (vanaf 1946 voor de PvdA)
- Dirk Kooiman, lid Tweede Kamer 1933-1937
- Mevr. Mien van Itallie-van Embden, feministe en lid Tweede Kamer 1928-1933, (halfzus van Eerste Kamerlid David van Embden)
- Joseph Limburg, lid Tweede Kamer 1905-1940
- Hendrik Lodewijk Drucker, lid Tweede Kamer 1894-1917, fractievoorzitter 1901-1913 (toelichting: halfbroer van Wilhelmina Drucker)

## Vertegenwoordigers in de Tweede Kamer
- 1901: 9 zetels van de 100
- 1905: 11 zetels
- 1909: 9 zetels
- 1913: 7 zetels
- 1917: 8 zetels
- 1918: 5 zetels
- 1922: 5 zetels
- 1925: 7 zetels
- 1929: 7 zetels
- 1933: 6 zetels
- 1937: 6 zetels

## Vertegenwoordigers in de Eerste Kamer
- 1922: 4 zetels van de 50
- 1923: 3 zetels
- 1926: 3 zetels
- 1929: 4 zetels
- 1932: 4 zetels
- 1935: 3 zetels
- 1937: 2 zetels

## Deelname aan kabinetten
- 1905-1908: kabinet-De Meester (liberaal kabinet met de Liberale Unie, onafhankelijke liberalen en partijlozen)
- 1913-1917: kabinet-Cort van der Linden (liberaal kabinet met de Liberale Unie, Vrije Liberalen en onafhankelijke liberalen)
- 1933-1935: kabinet-Colijn II (extraparlementair kabinet met RKSP, AR, CHU en LSP)
- 1935-1937: kabinet-Colijn III (extraparlementair kabinet met RKSP, AR, CHU en LSP)
- 1939-1940: kabinet-De Geer II (kabinet met RKSP, SDAP en CHU)
- 1940-1941: kabinet-Gerbrandy I (oorlogskabinet met RKSP, AR, SDAP en CHU)
- 1941-1945: kabinet-Gerbrandy II (oorlogskabinet met RKSP, AR, SDAP en CHU)
- 1945: kabinet-Gerbrandy III (oorlogskabinet met RKSP, AR en LSP)
- 1945-1946 kabinet-Schermerhorn-Drees (kabinet met RKSP/KVP, AR en SDAP/PvdA)

## Politiek leiders
- 1901-1916: Dirk Bos
- 1916-1935: Henri Marchant
- 1935-1938: Pieter Oud
- 1938-1946: Dolf Joekes

## Fractievoorzitters in de Tweede Kamer
- 1901-1901: Arnold Kerdijk
- 1901-1916: Dirk Bos
- 1916-1933: Henri Marchant
- 1933-1937: Dolf Joekes
- 1937-1938: Pieter Oud
- 1938-1946: Dolf Joekes